# Don't Come Home a Drinkin' (With Lovin' on Your Mind)
| Recensione | Giudizio |
| ---------- | -------- |
| AllMusic   | [ 2 ]    |

Don't Come Home a Drinkin' (With Lovin' on Your Mind) è un album in studio della cantante di musica country statunitense Loretta Lynn, pubblicato nel febbraio 1967.

## Tracce

### LP
Lato A
1. Don't Come Home a Drinkin' (With Lovin' on Your Mind) – 2:06 (Loretta Lynn, Peggy Sue Wills) – Registrato il 5 ottobre 1966 al Bradley's Barn, Mount Juliet, Tennessee
2. I Really Don't Want to Know – 2:56 (Don Robertson, Howard Barnes) – Registrato il 17 novembre 1966 al Bradley's Barn, Mount Juliet, Tennessee
3. Tomorrow Never Comes – 2:42 (Ernest Tubb, Johnny Bond) – Registrato il 3 ottobre 1966 al Bradley's Barn, Mount Juliet, Tennessee
4. There Goes My Everything – 2:46 (Dallas Frazier) – Registrato il 17 novembre 1966 al Bradley's Barn, Mount Juliet, Tennessee
5. The Shoe Goes on the Other Foot Tonight – 2:30 (Billy Mize) – Registrato il 3 ottobre 1966 al Bradley's Barn, Mount Juliet, Tennessee
6. Saint to a Sinner – 2:27 (Betty Sue Perry) – Registrato il 15 novembre 1965 al Columbia Recording Studio, Nashville, Tennessee

Lato B
1. The Devil Gets His Dues – 2:14 (Darrell Statler) – Registrato il 16 luglio 1966 al Bradley's Barn, Mount Juliet, Tennessee
2. I Can't Keep Away from You – 2:00 (Darrell Statler) – Registrato il 5 ottobre 1966 al Bradley's Barn, Mount Juliet, Tennessee
3. I'm Living in Two Worlds – 2:42 (Jan Crutchfield) – Registrato il 3 ottobre 1966 al Bradley's Barn, Mount Juliet, Tennessee
4. Get What 'cha Got and Go – 2:00 (Ron Williams, Leona Williams, Loretta Lynn) – Registrato il 17 novembre 1966 al Bradley's Barn, Mount Juliet, Tennessee
5. Making Plans – 2:00 (Johnny Russell, Voni Morrison) – Registrato il 3 ottobre 1966 al Bradley's Barn, Mount Juliet, Tennessee
6. I Got Caught – 2:01 (Loretta Lynn) – Registrato il 17 novembre 1966 al Bradley's Barn, Mount Juliet, Tennessee

## Musicisti
Don't Come Home a Drinkin' (With Lovin' on Your Mind) / I Can't Keep Away from You
- Loretta Lynn - voce
- Grady Martin - chitarra elettrica solista
- Johnny Russell - chitarra
- Hal Rugg - chitarra steel
- Floyd Cramer - pianoforte
- Harold Bradley - basso elettrico
- Junior Huskey - contrabbasso
- Buddy Harman - batteria
- The Jordanaires (gruppo vocale) - cori
- Owen Bradley - produttore

I Really Don't Want to Know / There Goes My Everything / Get What 'cha Got and Go / I Got Caught
- Loretta Lynn - voce
- Grady Martin - chitarra elettrica solista
- Johnny Russell - chitarra
- Hal Rugg - chitarra steel
- Floyd Cramer - pianoforte
- Harold Bradley - basso elettrico
- Junior Huskey - contrabbasso
- Buddy Harman - batteria
- The Jordanaires (gruppo vocale) - cori
- Owen Bradley - produttore

Tomorrow Never Comes / The Shoe Goes on the Other Foot Tonight / I'm Living in Two Worlds / Making Plans
- Loretta Lynn - voce
- Grady Martin - chitarra elettrica solista
- Johnny Russell - chitarra
- Hal Rugg - chitarra steel
- Floyd Cramer - pianoforte
- Harold Bradley - basso elettrico
- Junior Huskey - contrabbasso
- Buddy Harman - batteria
- (probabile) The Jordanaires (gruppo vocale) - cori
- Owen Bradley - produttore

Saint to a Sinner
- Loretta Lynn - voce
- Ray Edenton - chitarra acustica
- Grady Martin - chitarra elettrica
- Hal Rugg - chitarra steel
- David Briggs - pianoforte
- Harold Bradley - basso elettrico
- Joe Zinkan - contrabbasso
- Buddy Harman - batteria
- Owen Bradley - produttore

The Devil Gets His Dues
- Loretta Lynn - voce
- Grady Martin - chitarra elettrica solista
- Fred Carter - chitarra elettrica
- Jerry Reed - chitarra
- Hal Rugg - chitarra steel
- Floyd Cramer - pianoforte
- Harold Bradley - basso elettrico
- Junior Huskey - contrabbasso
- Buddy Harman - batteria
- (probabile) The Jordanaires (gruppo vocale) - cori
- Owen Bradley - produttore[5]

Note aggiuntive
- Hal Buksbaum - fotografia copertina album originale[4]

## Classifica
Album
| Anno | Classifica         | Posizione raggiunta |
| ---- | ------------------ | ------------------- |
| 1967 | Top Country Albums | 1                   |
| 1967 | Billboard 200      | 80                  |